# Orthomorpha flaviventer
Orthomorpha flaviventer är en mångfotingart som först beskrevs av Pocock 1894.  Orthomorpha flaviventer ingår i släktet Orthomorpha och familjen orangeridubbelfotingar. Inga underarter finns listade i Catalogue of Life.